# Hôtel de Vigny

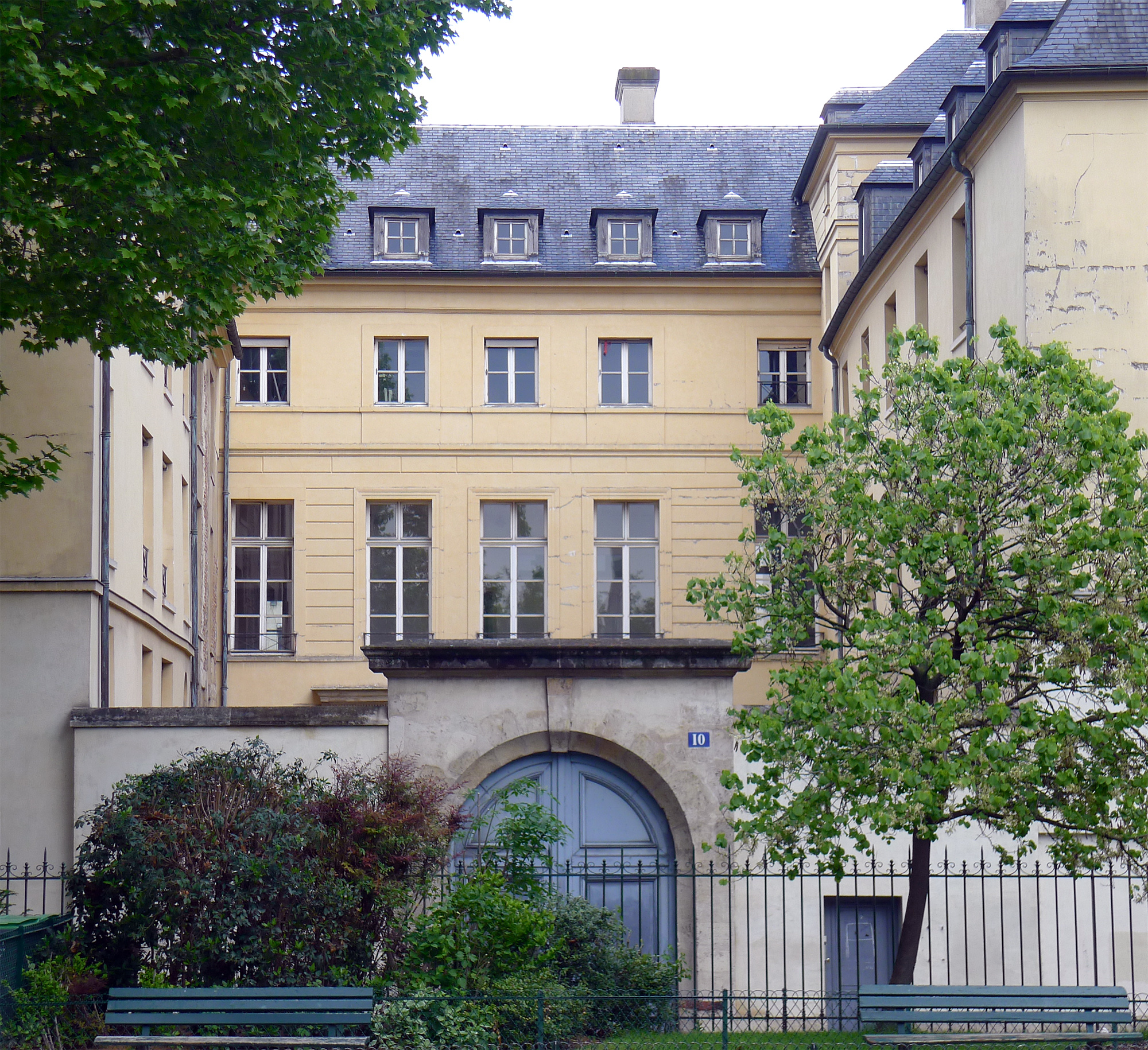
Hôtel de Vigny in Paris (2013)

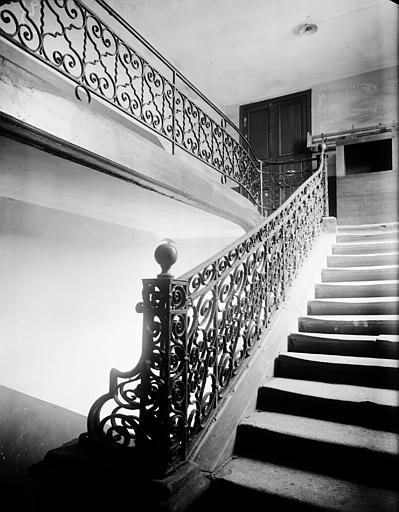
Treppenhaus (Aufnahmezeit unbekannt)

Das Hôtel de Vigny in Paris, der französischen Hauptstadt, ist ein Hôtel particulier im 3. Arrondissement. Im Jahr 1928 wurde der Stadtpalast an der Rue du Parc-Royal Nr. 10 als Monument historique in die Liste der Baudenkmäler in Frankreich aufgenommen.
Das Haus wurde nach 1618 errichtet und im 18. Jahrhundert umgebaut. Es wurde wahrscheinlich nach Plänen des Architekten Jean Thiriot errichtet, der nahezu die ganze nördliche Seite der Straße bebaute.  
Besonders erwähnenswert ist die bemalte Decke des ersten Obergeschosses aus Holz und Stuck, die von Nicolas Loir und Jacques Gervaise 1669/70 geschaffen wurde, und die prächtige Treppe mit schmiedeeisernem Geländer.